# Die Steingrube

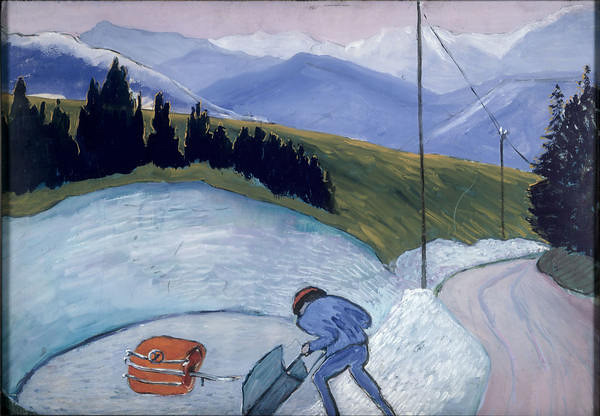
Marianne von Werefkin: Die Steingrube, 1907

Die Steingrube ist der Titel eines Gemäldes, das die russische Künstlerin Marianne von Werefkin 1907 malte. Das Werk ist Teil einer deutschen Privatsammlung. In der Fondazione Marianne Werefkin in Ascona befinden sich Vorstudien. Werefkin datierte zwei der handtellergroßen Blätter mit Feder und Tinte „1907“ am rechten unteren Bildrand.

## Technik und Maße
Bei dem Gemälde handelt es sich um eine Temperamalerei auf Karton, 50 × 71 cm.

## Ikonografie
Das Gemälde zeigt eine scheinbar belanglose, nicht näher bestimmbare Örtlichkeit im bayerischen Alpenvorland. Die titelgebende Die Steingrube  dominiert im Vordergrund das Bild. In dessen Mitte durchquert ein buschbestandener Wiesenhang das Gemälde wie ein Riegel. Dahinter sind blaue- und in der Ferne schneebedeckte Berge zu sehen.
Rechts von der Die Steingrube führt eine Straße bergab an einer Gruppe von Nadelbäumen vorbei. Fahrspuren verdeutlichen, dass der Straßenbelag aus Splitt und Schotter noch neu und relativ unbefestigt ist.
Am linken Straßenrand erregten technische Dinge die Aufmerksamkeit der Malerin. Telegrafenmasten machte sie in ihrem Landschaftsgemälde früher als ihre Kollegen, z. B. Kandinsky und Jawlensky, bildwürdig. Zu dem Zeitpunkt als Die Steingrube entstand, war das Telefon noch keine Selbstverständlichkeit im Alpengebiet. Damals gab es ausschließlich oberirdische Fernleitungen, die über Masten mit weißen Isolatoren aus Porzellan geführt wurden.

## Kandinsky um vier Jahre voraus
Im Vordergrund der Steingrube schildert Werefkin einen Straßenarbeiter, der gebeugt mit einer Schubkarre seiner Arbeit nachgeht. Die farbliche Gestaltung dieser Szene ist außergewöhnlich, denn wie ein Signal wirkt das Zinnoberrot der Straßenwalze, das mit der roten Kappe des Arbeiters übereinstimmt. Als leuchtende Farbkleckse werden sie mit den sie umgebenden Blaus konfrontiert und schaffen so eine unübersehbare Disharmonie. Werefkins übergeordnetes Thema gilt demnach der Darstellung der optischen Wirkung der Farbkombination von Rot und Blau zu einem sehr frühen Zeitpunkt in der expressionistischen Malerei. Vier Jahre später sollte Kandinsky dafür den Begriff „Schmutz“ prägen, der „jedem anderen Wesen gleich seinen inneren Klang besitzt.“
Somit zählt Die Steingrube zusammen mit Werefkins Gemälde der Biergarten zu den fortschrittlichsten Gemälden, die 1907 in München entstanden. Werefkin malte in „schmutzigen Tönen“ zu einer Zeit, als sich zum Beispiel Jawlensky noch mit einer Malweise im Stil von van Gogh übte oder Kandinsky und Münter, an der Spachteltechnik zweifelnd, noch einen eigenen Stil suchten. Erst ab Januar 1911, erkannte Kandinsky die außerordentliche Bedeutung der Malerei mit „schmutzigen Tönen“. Gegenüber Marc gestand er damals: „Ich möchte absolut schmutzig malen, dann erst werden meine Gedanken ganz das ausdrücken, was sie sollen.“

## Das Schönberg-Konzert
Der Absicht Kandinskys, „schmutzig malen“ zu wollen, war der Besuch eines Schönberg-Konzerts, am 2. Januar 1911 vorausgegangen, das Werefkin zusammen mit Jawlensky, Kandinsky, Münter, Marc und Helmuth Macke besuchte. Sie hatten dort eine Musik kennengelernt, die auf Einhaltung einer Tonart verzichtete, eine dissoziative Klangsprache einführte und diese Atonalität von Satz zu Satz steigerte.
In seinem ersten Brief an Arnold Schönberg vom 18. Januar 1911 brachte Kandinsky zum Ausdruck, dass er glaube, die Musik sei, was die Erneuerung eingeübter Hör- beziehungsweise Sehgewohnheiten anbetrifft, der Malerei voraus. Er meinte, diese Entwicklung sei erst am Anfang, Lösungen seien noch zu suchen: „Und dieser Weg ist der der Dissonanzen in der Kunst, also auch in der Malerei ebenso, wie in der Musik.“ Marc gegenüber sagte er: „Sehen Sie, ich komme noch nicht ohne die schönen, reinen Farben aus; ich male noch gegen meinen Willen, in alten Farbharmonien, um die es mir doch nicht im geringsten zu thun ist. Schönberg hat diesen großen Schritt über mich hinausgemacht.“

## Schmutz in der Malerei
Als Kandinsky sein Buch „Über das Geistige in der Kunst“ schrieb, dürfte er mehrfach dissonante Bilder der Werefkin und auch deren Erläuterungen vor Augen und im Ohr gehabt haben. Seine Aufklärungen über die Kombination der Farben Rot und Blau werden an Werefkins Gemälden die Die Steingrube oder Biergarten ablesbar. Kandinsky äußerte: „Im mittleren Zustande, wie Zinnober, gewinnt das Rot an der Beständigkeit des scharfen Gefühls: es ist wie eine gleichmäßig glühende Leidenschaft, eine in sich sichere Kraft, die nicht leicht zu übertönen ist, die sich aber durch Blau löschen läßt, wie glühendes Eisen durch Wasser. Dieses Rot verträgt überhaupt nichts Kaltes und verliert durch dasselbe an seinem Klang und Sinn. Oder besser zu sagen: diese gewaltsame, tragische Abkühlung erzeugt einen Ton, welcher als ‚Schmutz’ besonders [...] heute [...] von Malern vermieden und verpönt wird. Und dieses mit Unrecht. Der Schmutz in materieller Form als materielle Vorstellung, als materielles Wesen besitzt jedem anderen Wesen gleich seinen inneren Klang. Deshalb ist das Vermeiden des Schmutzes in der Malerei heute ebenso ungerecht und einseitig wie die gestrige Angst vor ‚reiner’ Farbe es war. Nie soll vergessen werden, dass alle Mittel rein sind, die aus innerer Notwendigkeit entspringen. Hier ist das äußerlich Schmutzige rein.“